# Toijala vasútállomás
Toijala vasútállomás Finnországban,  településen található.

## Vasútvonalak
Az állomást az alábbi vasútvonalak érintik:
- Riihimäki–Tampere-vasútvonal
- Turku–Toijala-vasútvonal

## Kapcsolódó állomások
A vasútállomáshoz az alábbi állomások vannak a legközelebb:
- Viiala railway station (Nokia vasútállomás, M Nokia-Toijala, R Helsinki-Tampere)
- Iittala railway station (Helsinki Central, R Helsinki-Tampere)